# Carlos Dutra
Carlos Dutra, vollständiger Name Carlos Sebastián Dutra Ferreira, (* 6. April 1989 oder 4. Juni 1989 in Tacuarembó) ist ein ehemaliger uruguayischer Fußballspieler.

## Karriere
Der je nach Quellenlage 1,71 Meter oder 1,73 Meter große Defensivakteur Dutra stand ab der Saison 2009/10 in Reihen des norduruguayischen Erstligisten Tacuarembó FC. Er absolvierte in den Spielzeiten 2009/10 und 2010/11 17 bzw. elf Erstligaspiele (kein Tor). Nach dem Abstieg 2013 in die zweite Liga wurde er in der darauffolgenden Saison 2013/14 mit Tacuarembó Meister der Segunda División und trug dazu mit 24 Zweitligaeinsätzen und einem Tor bei. In der Spielzeit 2014/15 wurde er 27-mal (kein Tor) in der Primera División eingesetzt. Nach dem erneuten Abstieg am Saisonende spielte er noch bis Ende 2018 mit dem Verein in der zweiten Liga, wobei er in der Zweitligaspielzeit 2015/16 17-mal (kein Tor), in der Spielzeit 2016 mindestens sechs Mal, 2017 18 Mal und 2018 noch zehnmal in der Liga zum Einsatz kam.